# Cyrtomium chingianum
Cyrtomium chingianum là một loài thực vật có mạch trong họ Dryopteridaceae. Loài này được P.S. Wang miêu tả khoa học đầu tiên năm 1997.